# Нейдгардт, Борис Александрович
Борис Александрович Нейдгардт (8 (20) августа 1819 — 30 октября (12 ноября) 1900) — действительный тайный советник и обер-гофмейстер из дворянского рода Нейдгардт.

## Биография
Родился 8 (20) августа 1819 года в семье Александра Ивановича Нейдгардта.
В 1837 году после окончания Пажеского корпуса был произведён в офицеры и с 27 июня служил в Измайловском лейб-гвардии полку; с 4 августа 1846 года — капитан Павловского полка. До 1869 года — полковник, член Попечительного совета заведений общественного призрения.
С 1869 года состоял на гражданской службе; 30 августа был произведён в действительные статские советники; с 26 января 1874 года — в тайный советник и гофмейстер Императорского двора.
С 1871 года — почётный опекун Опекунского совета Учреждений императрицы Марии Фёдоровны. С 1874 года был управляющим Императорским Московским воспитательным домом и Мариинской больницы.
С 1879 года — председатель Елизаветинского благотворительного общества, почётный опекун Московского сиротского института (1879—1880) и управляющий Николаевским женским училищем.
В 1890 году был произведён в действительные тайные советники (1 апреля) и в звание обер-егермейстера Двора Его Императорского Величества, по званию являлся первым чином Императорского Двора.
Был награждён всеми российскими орденами вплоть до ордена Святого Александра Невского (1887) с бриллиантовыми знаками, пожалованного ему 16 марта 1893 года, и ордена Святого Владимира 1-й степени.

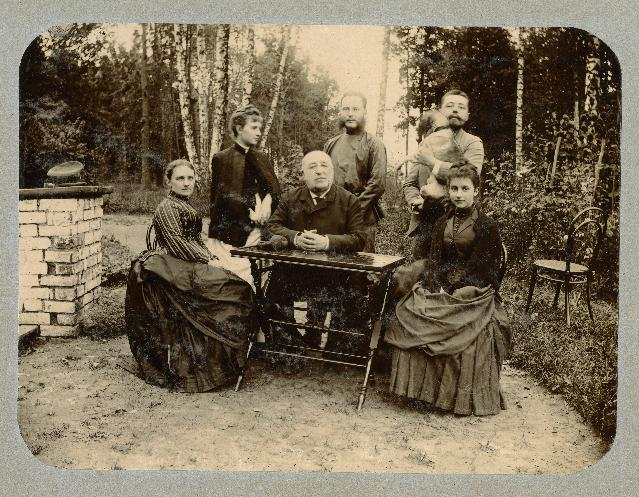
Семья Нейдгардтов в собственном имении Отрада в Княгининском уезде Нижегородской губернии. Слева направо сидят: Мария Александровна, Борис Александрович, Анна; стоят: Ольга, Алексей и Дмитрий

Умер 30 октября (12 ноября) 1900 года.

## Семья
Жена Мария Александровна, урождённая Талызина (17.05.1831—05.05.1904) — правнучка генералиссимуса А. В. Суворова. Их дети:
- Александр (1857—1907), камер-юнкер, церемонимейстер[5]
- Ольга (1859—1944), супруга председателя Совета министров Петра Аркадьевича Столыпина.
- Дмитрий (1861—1942), сенатор, гофмейстер Высочайшего Двора, член Государственного совета.
- Алексей (1863—1918) — член Государственного совета.
- Анна (1868—1939), супруга министра иностранных дел Сергея Дмитриевича Сазонова.